# Adwoa Yamoah
Adwoa Yamoah (née le 21 novembre 1986) est une reine de beauté canadienne arrivée première dauphine de Miss Univers Canada 2012 et a représenté le Canada à Miss Univers 2012 après une blessure au pied de Sahar Biniaz.

## Biographie
Née à Accra, la capitale du Ghana, Adwoa arrive à Calgary, au Canada à un très jeune âge. Elle parle anglais et twi.
Elle étudie à l'université Mount Royal et travaille actuellement en marketing auprès de Corus Radio, un média canadien majeur. Elle est une des plus jeunes à avoir rejoint l'équipe de pom-pom girls des Stampeders de Calgary, et a commencé à donner des cours de danse à la suite de cette expérience.

## Miss Univers Canada 2012 & Miss Univers
Yamoah participe à Miss Univers 2012,, où elle gagne le titre de "Best Runway Model" alors que Sahar Biniaz devient Miss Univers Canada 2012. Quelques jours avant la finale de Miss Univers 2012, Biniaz se blesse au pied, et Adwoah Yamoah, sa première dauphine, représente le Canada.
Certaines sources affirment ensuite que Biniaz n'a pas participé au concours parce qu'elle avait dépassé l'âge limite de participation.